# The Witch of Salem
The Witch of Salem est un film muet américain réalisé par Raymond B. West et sorti en 1913.

## Synopsis
John Hastings, un puritain de Salem, tombe amoureux d'une jeune femme. Mais bientôt, celle-ci est accusée de sorcellerie et l'hystérie gagne toute la ville…

## Fiche technique
- Réalisation : Raymond B. West
- Scénario : C. Gardner Sullivan
- Production : Thomas H. Ince
- Date de sortie : 
  -  États-Unis : 20 novembre 1913

## Distribution
- Charles Ray : John Hastings
- Clara Williams